# Bienfait
Bienfait est un village du Sud-Est de la Saskatchewan au Canada.

## Démographie
| 2001 | 2006 | 2011 | 2016 |
| ---- | ---- | ---- | ---- |
| 786  | 748  | 780  | 762  |